# Riex

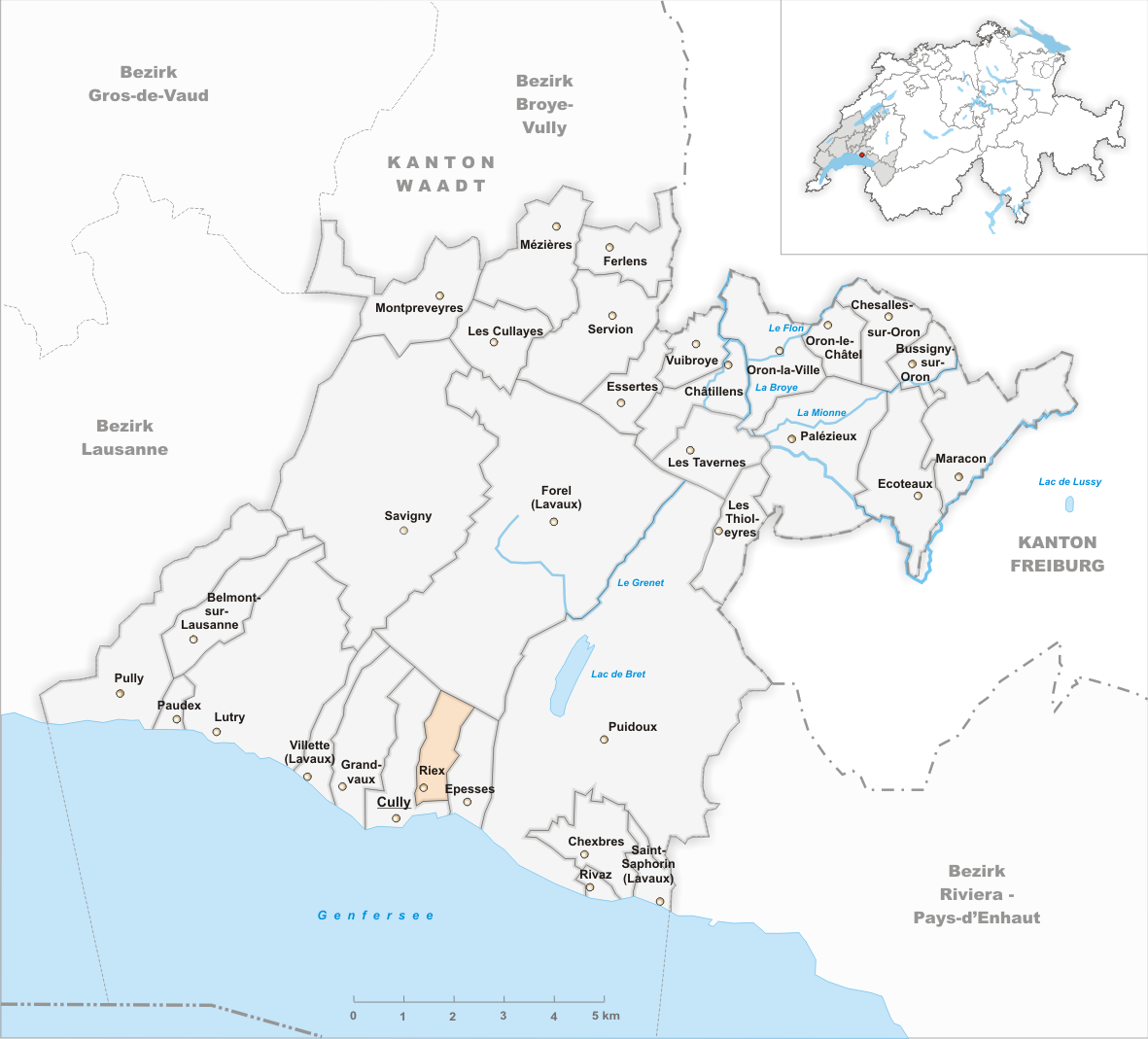
Gemeindestand vor der Fusion am 30. Juni 2011

Riex ist eine Ortschaft in der politischen Gemeinde Bourg-en-Lavaux im Schweizer Kanton Waadt.
Riex, einst eine eigenständige politische Gemeinde, schloss sich auf den 1. Juli 2011 mit Cully, Epesses, Grandvaux und Villette (Lavaux) zur neuen politischen Gemeinde Bourg-en-Lavaux zusammen.

## Geographie

Luftbild, Riex im Vordergrund (1954)

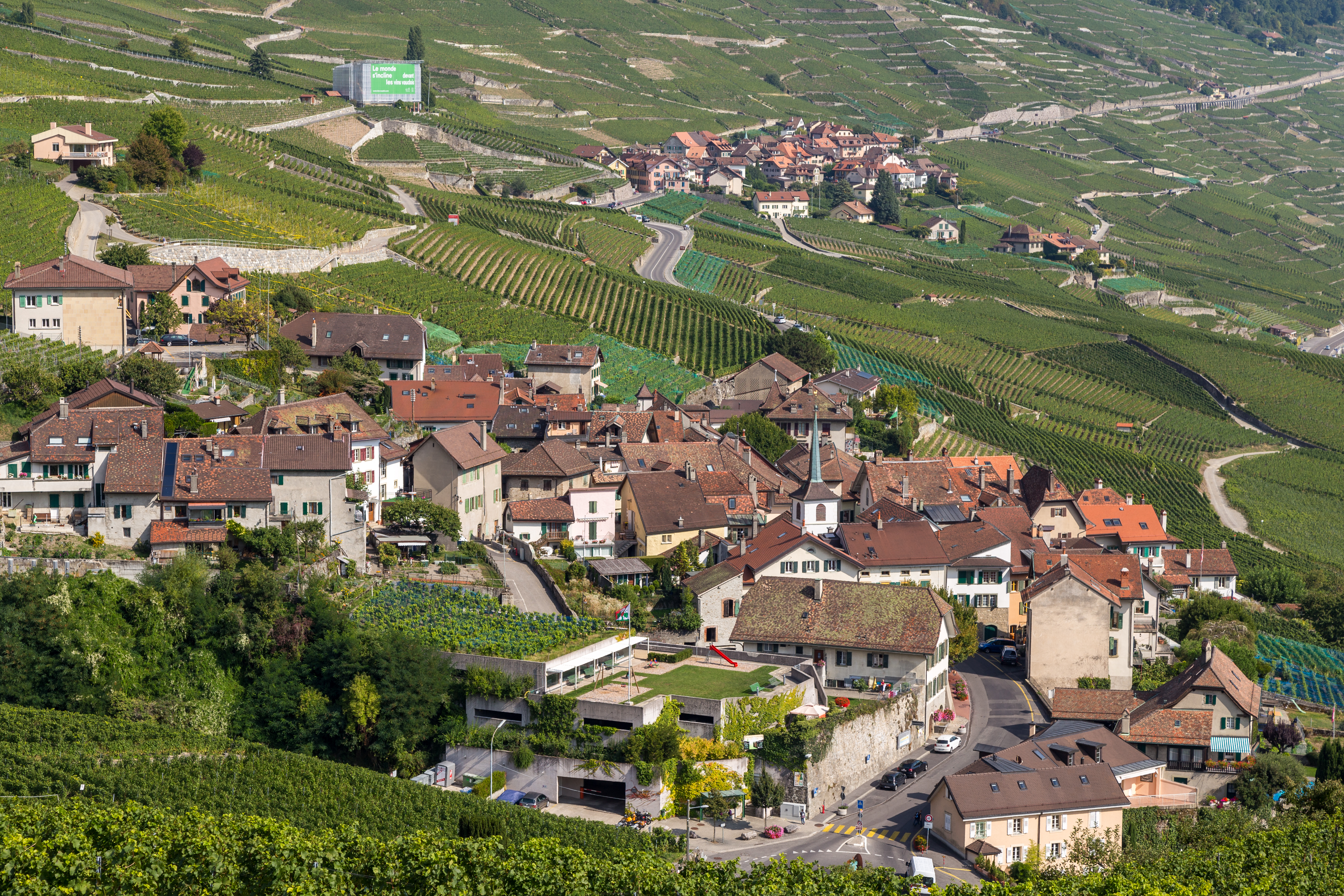
Riex mit Epesses im Hintergrund (2015)

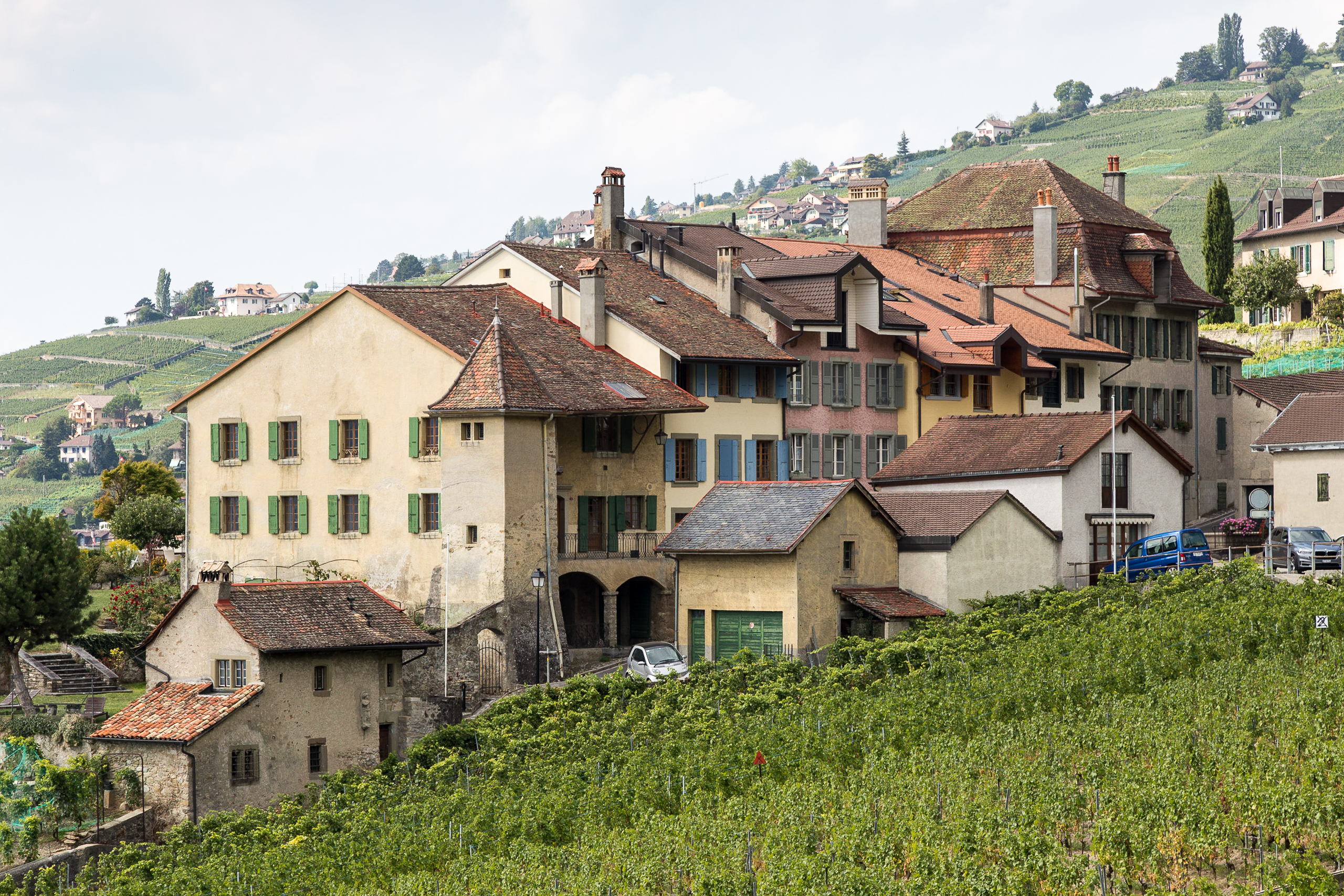
Riex, Teilansicht von Osten

Riex liegt auf 443 m ü. M., neun Kilometer ostsüdöstlich der Kantonshauptstadt Lausanne (Luftlinie). Das Winzerdorf erstreckt sich auf einer kleinen Verebnungsfläche inmitten der Weinberge am Steilhang des Lavaux, am Südhang des Mont de Gourze an aussichtsreicher Lage rund 70 m über dem Seespiegel des Genfersees.
Die Fläche des 1,4 km² grossen einstigen Gemeindegebiets umfasste einen Abschnitt des Lavaux am Nordostufer des Genfersees. Riex hatte selber keinen Seeanstoss. Der Gemeindeboden erstreckte sich als schmaler Streifen vom Fuss der Rebhänge nordwärts über den Hang von Riex bis auf den Mont de Gourze, auf dem mit 925 m ü. M. der höchste Punkt von Riex erreicht wird. Über den Mont de Gourze, nur rund 2 km nördlich des Ufers des Genfersees, verläuft die Wasserscheide zwischen den Einzugsgebieten von Rhein und Rhone. Die westliche Gemeindegrenze bildete der Champaflon (Dorfbach von Riex); im Osten reichte das Gebiet teilweise bis zum Rio d’Enfer. Von der Gemeindefläche entfielen 1997 13 % auf Siedlungen, 10 % auf Wald und Gehölze, 76 % auf Landwirtschaft und etwas weniger als 1 % war unproduktives Land. Zu Riex gehören mehrere Einzelhöfe auf den Höhen des Mont de Gourze.

## Bevölkerung
Mit 269 Einwohnern (Stand 31. Dezember 2010) gehörte Riex damals zu den kleinen Gemeinden des Kantons Waadt. Von den Bewohnern waren 86,3 % französischsprachig, 7,0 % deutschsprachig und 2,3 % portugiesischsprachig (Stand 2000). Die Bevölkerungszahl von Riex belief sich 1900 auf 349 Einwohner. Nach einer leichten Abnahme zu Beginn des 20. Jahrhunderts blieb die Bevölkerungszahl seit 1960 stabil.

## Wirtschaft
Riex war bis in die zweite Hälfte des 20. Jahrhunderts ein vorwiegend durch die Landwirtschaft geprägtes Dorf. Noch heute hat der Weinbau an den optimal besonnten Hängen des Lavaux (rund 42 ha) einen wichtigen Stellenwert in der Erwerbsstruktur der Bevölkerung. In Riex werden Qualitätsweine der Appellationen Epesses, Villette, Dézaley und Calamin erzeugt. Auf den Hochflächen herrschen Ackerbau und Viehzucht vor. Weitere Arbeitsplätze sind im lokalen Kleingewerbe und vor allem im Dienstleistungssektor vorhanden (Weinkeller und -handlungen). In den letzten Jahrzehnten hat sich das Dorf auch zu einer Wohngemeinde entwickelt. Viele Erwerbstätige sind Wegpendler, die vor allem in Lausanne und in der Region Vevey-Montreux arbeiten.

## Verkehr
Riex liegt zwar abseits der Durchgangsstrassen, ist aber verkehrstechnisch trotzdem gut erschlossen. Durch Riex führt eine Verbindungsstrasse von Cully nach Chexbres. Der nächste Autobahnanschluss an die 1974 eröffnete A9 (Lausanne-Sion), welche das ehemalige Gemeindegebiet durchquert, befindet sich bei Chexbres, rund 4 km vom Ort entfernt. Durch einen Postautokurs, der von Cully via Chexbres zum Bahnhof Puidoux-Chexbres verkehrt, ist Riex an das Netz des öffentlichen Verkehrs angebunden.

## Geschichte
Die erste urkundliche Erwähnung des Ortes erfolgte 1053 unter dem Namen Rualdo. Später erschienen die Bezeichnungen Ruais (1226), Ruas (1238), Ruex (1246), danach Riex und Riez.
Riex gehörte seit 1246 dem Bischof von Lausanne. Mit der Eroberung der Waadt durch Bern im Jahr 1536 gelangte das Dorf unter die Verwaltung der Vogtei Lausanne. Nach dem Zusammenbruch des Ancien Régime gehörte Riex von 1798 bis 1803 während der Helvetik zum Kanton Léman, der anschliessend mit der Inkraftsetzung der Mediationsverfassung im Kanton Waadt aufging. 1798 wurde es dem Bezirk Lavaux zugeteilt.
Riex war stets von Villette abhängig. Erst 1824, als die Gemeinde Villette aufgeteilt wurde, erlangte Riex den Status einer selbständigen politischen Gemeinde. Im 21. Jahrhundert gab es zwei Anläufe, die Gemeinden des Lavaux zusammenzuschliessen: Ein erstes Projekt zur Fusion von Cully, Epesses, Riex, Grandvaux und Villette (Lavaux) scheiterte zunächst in einer Abstimmung am 27. Februar 2005 am Widerstand der Bevölkerung von Grandvaux. Seit dem 1. Juli 2011 ist diese Fusion jedoch vollzogen. Die neue politische Gemeinde firmiert unter dem Namen Bourg-en-Lavaux.

## Sehenswürdigkeiten

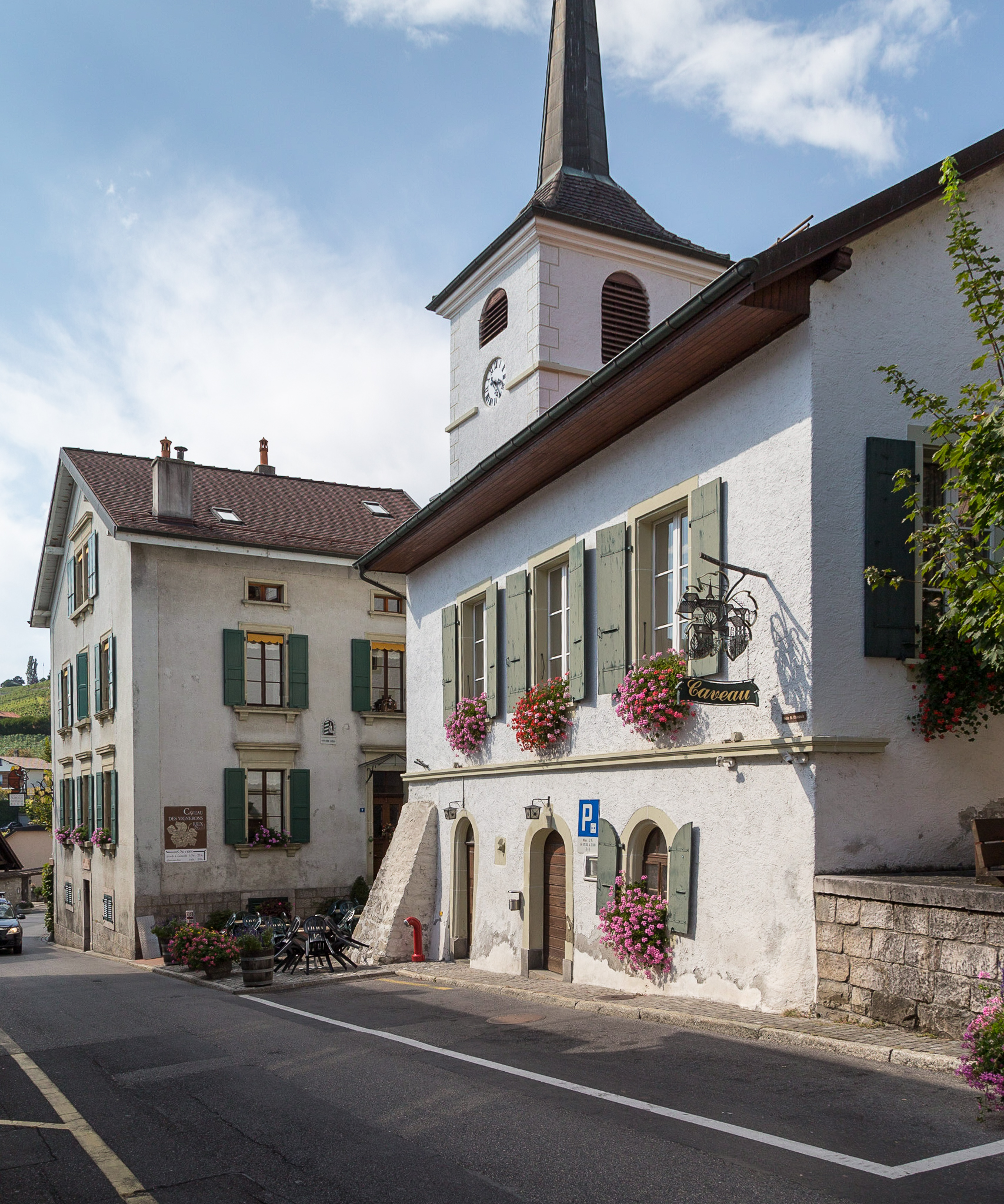
Weinkeller und Kapelle Saint-Théodule in Riex

Dank dem waadtländischen Gesetz zum Schutz des Lavaux hat Riex seine ursprüngliche Gestalt als kompaktes Winzerdorf mit alter Bausubstanz, umgeben von Weinhängen, erhalten. Inmitten des Dorfes steht die Kapelle Saint-Théodule, die im Kern auf das 15. Jahrhundert zurückgeht und später mehrfach verändert wurde. Im Ort sind die Maison Blanche (1790), die Maison de Commune (1814) und die Maison Henchoz (1805) sowie fünf schöne Brunnen hervorzuheben. Ein schönes Panorama auf das Genferseebecken, die Alpen und den Jura bietet sich vom Aussichtsturm Tour de Gourze auf dem 925 m hohen Mont de Gourze. Die Tour de Gourze wurde vermutlich im 11. Jahrhundert als Beobachtungsposten errichtet.